# Pulmón de acero

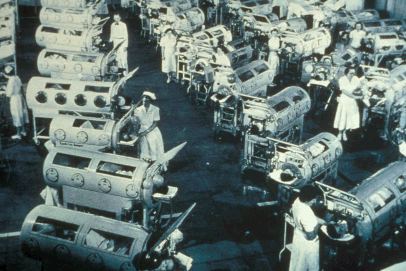
Sala de pulmones de acero llena de pacientes con polio, hospital Rancho Los Amigos, California (c. 1953)

Un pulmón de acero, pulmotor o pulmón artificial (más correctamente, ventilador de presión negativa) es una gran máquina que permite a una persona respirar cuando pierde el control de sus músculos, nervios o el trabajo de respiración excede la capacidad de la persona. La necesidad de este tratamiento puede resultar de enfermedades como la poliomielitis o el botulismo y ciertos venenos tales como barbitúricos o  tubocurarina. 
El uso de pulmones de acero está en desuso en la medicina moderna, principalmente debido al desarrollo de terapias respiratorias más modernas y a la erradicación de la poliomielitis en la mayor parte del mundo. Sin embargo, en 2020, la pandemia de COVID-19 reavivó cierto interés en el dispositivo como un reemplazo barato y fácilmente producible de los ventiladores de presión positiva, que se temía que fueran superados en número por los pacientes que posiblemente necesitarían respiración asistida artificial temporal.

## Historia
El pulmón de acero fue inventado por Philip Drinker y Louis Agassiz Shaw, de la Harvard School of Public Health, originalmente para el tratamiento contra el envenenamiento por gas de carbón. 
Tuvo su mayor uso a mediados del siglo XX, cuando las víctimas de poliomielitis, aquejadas por parálisis (inclusive del diafragma), no eran capaces de respirar, por lo que eran ubicadas en estas cámaras de acero para sobrevivir. El primer pulmón de acero fue instalado en el Hospital Bellevue, en la Ciudad de Nueva York, en 1927. El pulmón de acero fue usado por primera vez el 21 de octubre de 1928 en el Children's Hospital, Boston, Massachusetts, en una niña inconsciente con problemas respiratorios; su gran recuperación, a pocos segundos de ser colocada en la cámara, fue lo que popularizó el "Drinker Respirator".
La persona que utiliza el pulmón de acero está ubicada dentro de la cámara central, un tanque cilíndrico de acero. Una puerta que permite que la cabeza y el cuello permanezcan libres es posteriormente cerrada, formando un compartimento herméticamente sellado que encierra el resto del cuerpo de la persona. Bombea un flujo de aire que sucesivamente reduce e incrementa la presión del aire dentro de la cámara y, particularmente, en el pecho. Cuando la presión disminuye en el pulmón de acero, los pulmones del paciente se expanden y el aire del exterior de la cámara ingresa a través de la nariz de la persona y le permite mantener sus pulmones llenos; cuando la presión del pulmón de acero aumenta, ocurre exactamente lo contrario ya que se expulsa el aire de la persona porque se comprime su pecho. De esta manera, el pulmón de acero imita la acción fisiológica de la respiración: a través de una alteración periódica de la presión intratorácica hace que el aire fluya por dentro y fuera de los pulmones.
En 1931, el inventor John Emerson había refinado el dispositivo de Drinker y reducido el costo casi a la mitad. Dentro del respirador de tanque, el paciente yacía en una cama (a veces llamada "bandeja de galletas"), que podía deslizarse hacia adentro y hacia afuera del cilindro según fuera necesario. A los lados del tanque se colocaron ventanas de portal para que los asistentes pudieran alcanzar y ajustar las extremidades, las sábanas o las compresas calientes. Drinker y Harvard en seguida demandaron a Emerson por violaciones de patente, que resultaron improcedentes. En las subsecuentes batallas legales Emerson demostró que muchos aspectos de las patentes de Drinker habían sido anteriormente patentados por otros. Emerson ganó el caso y las patentes de Drinker fueron declaradas inválidas.
Las salas de los hospitales se llenaron de pulmones de acero Emerson durante el brote de poliomielitis de los años 1940 y 1950. Con el éxito mundial de los programas de vacuna contra la poliomielitis que erradicaron prácticamente la enfermedad, y la llegada de ventiladores modernos que controlaron la respiración a través de la intubación de la vía respiratoria, el uso del pulmón de acero declinó bruscamente.
El ventilador de presión positiva, que permite el ingreso del aire a los pulmones del paciente mediante una intubación de la vía respiratoria, fue usado por primera vez en el Hospital Blegdams, Copenhague, Dinamarca, durante un brote de poliomielitis en 1952. Fue un éxito y rápidamente reemplazó al pulmón de acero en toda Europa.

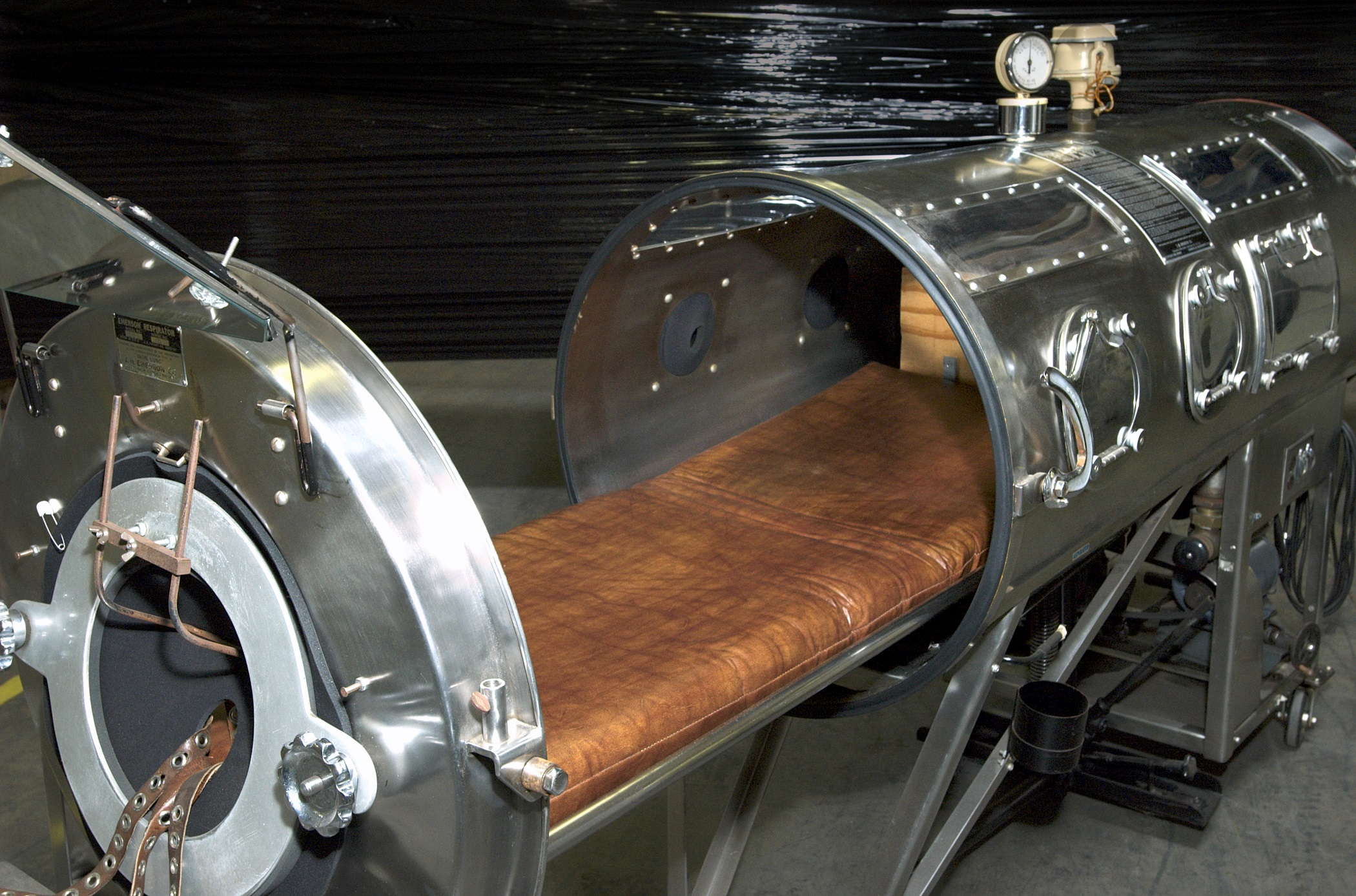
Un pulmón de acero Emerson. Esta máquina fue donada al Centers for Disease Control and Prevention Museum por la familia del paciente de poliomielitis Barton Hebert de Covington, Luisiana, quien usó el aparato desde finales de los años 1950 hasta su muerte en 2003.

El pulmón de acero tiene actualmente un lugar marginal en la terapia respiratoria moderna. La mayoría de los pacientes con parálisis de los músculos respiratorios usan modernos ventiladores mecánicos que empujan el aire dentro de las vías respiratorias con presión positiva. Estos son generalmente eficaces y tienen la ventaja de no restringir los movimientos de los pacientes y la habilidad de examinarlos al igual que un pulmón de acero. Sin embargo, la ventilación de presión negativa puede llegar a ser una mejor aproximación a la respiración fisiológica normal y tiene como resultado una distribución más normal de aire en los pulmones. También puede ser preferible en ciertas condiciones poco frecuentes, tales como el mal de Ondina, en el cual el problema de los centros medulares respiratorios en la base del cerebro resulta en la pérdida de los pacientes del control autónomo de la respiración. De esta manera, existen pacientes que continúan utilizando las máquinas viejas, a menudo en sus hogares, a pesar de la ocasional dificultad de encontrar piezas de recambio.
Biphasic Cuirass Ventilation es un desarrollo moderno del pulmón de acero, que funciona con una carcasa de plástico transparente llamada "Cuirass" que funciona como respirador de presión negativa, que el paciente tiene que usar en la parte superior de su cuerpo.

## Controversia
En Londres entre 1989 y 1993 fallecieron 28 niños y otros 15 quedaron con daños cerebrales permanentes debido a un experimento realizado en un centro hospitalario de Stoke-on-Trent, que consistía en la utilización de un nuevo aparato, basado en el pulmón de acero, para ayudar a respirar a los bebés prematuros.